# Villar de Sarria
Villar de Sarria (llamada oficialmente San Salvador de Vilar de Sarria) es una parroquia y una aldea española del municipio de Sarria, en la provincia de Lugo, Galicia.

## Otras denominaciones
La parroquia también es conocida por el nombre de O Salvador de Vilar de Sarria.

## Organización territorial
La parroquia está formada por catorce entidades de población:

### Entidades de población
Entidades de población que forman parte de la parroquia:
- Airexe
- Carballal (O Carballal)
- Castro (O Castro dos Petos)
- Cimo da Agra (O Cimo da Agra)
- Mendrós
- Nogueira (A Nogueira)
- Ribeira (A Ribeira)
- San Alberte (Santo Alberte)
- Veiguiña (A Veiguiña)
- Vigo (Agra do Vigo) (Vigo de Sarria)*
- Vilar (A Cruz de Toleiro) (Cruz de Toleiro)*
- Vilar de Sarria
- Vilarrairo

### Despoblado
Despoblado que forma parte de la parroquia:
- Agra do Regueiro

## Demografía

### Parroquia
| Gráfica de evolución demográfica de Villar de Sarria (parroquia) entre 2000 y 2021 |
|                                                                                    |
| Datos según el nomenclátor publicado por el INE.                                   |

### Aldea
| Gráfica de evolución demográfica de Vilar de Sarria (aldea) entre 2000 y 2021 |
|                                                                               |
| Datos según el nomenclátor publicado por el INE.                              |